# Comunitat de comunes del Pays de Wissembourg
La Comunitat de comunes del Pays de Wissembourg (oficialment: Communauté de communes du Pays de Wissembourg) és una Comunitat de comunes del departament del Baix Rin, a la regió del Gran Est.
Creada al 1995, està formada 12 municipis i la seu es troba a Wissembourg.

## Municipis
1. Cleebourg
2. Climbach
3. Drachenbronn-Birlenbach
4. Hunspach
5. Ingolsheim
6. Oberhoffen-lès-Wissembourg
7. Riedseltz
8. Rott
9. Schleithal
10. Seebach
11. Steinseltz
12. Wissembourg